# Sviluppo embrionale
Lo sviluppo embrionale, o embriogenesi, è il processo mediante il quale l'embrione si forma e si sviluppa. I meccanismi molecolari tramite cui si susseguono le diverse fasi embrionali, sono oggetto di studio della biologia dello sviluppo e variano da specie a specie.
L'embriogenesi è un processo che avviene sia negli animali che nelle piante.

## Stadi di sviluppo embrionale dei vertebrati

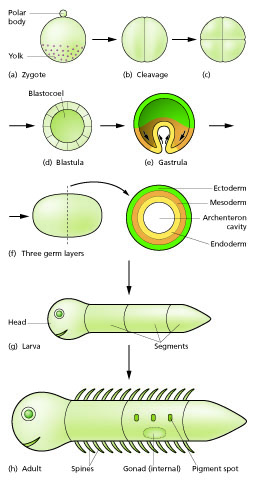
Sviluppo embrionale

### Fecondazione
Lo sviluppo embrionale comincia con la fecondazione della cellula uovo aploide, da parte di uno spermatozoo anch'esso aploide. Dei circa 300 milioni di spermatozoi umani eiaculati durante il coito, solo 200 circa raggiungono l'ovidotto. Da qui, gli spermatozoi devono superare alcuni strati di cellule granulose, attaccarsi e attraversare la zona pellucida e fondere la propria membrana cellulare con quella della cellula uovo. Nessuno di questi compiti può essere portato a termine da un singolo spermatozoo, ma necessita di molecole provenienti dall'utero e dall'ovaio per portare a termine questi compiti.
La presenza dell'enzima ialuronidasi legato alla membrana cellulare anteriore dello spermatozoo, lo aiuta ad attraversare la matrice extracellulare che circonda le cellule granulose. L'azione dell'enzima digerisce l'acido ialuronico che compone la matrice extracellulare e gli permette di aggirare queste cellule. Nei pressi della cellula uovo, lo spermatozoo si attacca alla zona pellucida attraverso un complesso meccanismo che coinvolge numerose proteine di membrana. L'attivazione di queste proteine induce una cascata di eventi intracellulari nello spermatozoo, che si concludono con l'esocitosi della vescicola acrosomica. L'intero processo è denominato reazione acrosomiale.
Il contenuto enzimatico della vescicola si riversa dunque verso la zona pellucida e inizia a digerirla, in modo da far passare lo spermatozoo verso la cellula uovo e favorirne la fusione cellulare. I meccanismi molecolari responsabili del processo di fusione delle due membrane plasmatiche non sono del tutto chiari, sebbene si sia scoperta l'esistenza di due proteine necessarie al processo: Izumo1 e CD9. Izumo1 è una proteina transmembrana dello spermatozoo localizzata nella membrana acrosomale, mentre CD9 è localizzata sulla cellula uovo.
La fusione delle membrane attiva la cellula uovo, facendo aumentare la concentrazione di calcio nel citosol. Quest'aumento di cationi è responsabile della depolarizzazione della membrana plasmatica, che allontana gli altri spermatozoi. Tutto ciò serve a prevenire eventi di polispermia (più fecondazioni da parte di diversi spermatozoi). Un secondo processo che previene la polispermia e insorge pochi secondi dopo la fecondazione, si chiama reazione corticale e consiste in un cambiamento strutturale della zona pellucida, in modo che altri spermatozoi non possano attraversarla.
La fecondazione si conclude con la fusione del materiale genetico dello spermatozoo con quello della cellula uovo. La nuova cellula che si origina prende il nome di zigote ed è una cellula diploide che possiede tutte le informazioni genetiche necessarie a sviluppare un intero organismo funzionante. La morfologia dello zigote dipenderà principalmente dalla forma della cellula uovo, in quanto lo spermatozoo apporta a quest'ultima solo il materiale genetico contenuto nel suo nucleo e i centrioli. Per tale ragione il materiale genetico mitocondriale dello zigote è quasi esclusivamente proveniente dalla cellula uovo, seppur sia stato evidenziato che occasionalmente esso possa in minor parte derivare anche dai mitocondri dello spermatozoo.

### Segmentazione
Il processo che porta lo zigote alla pluricellularità è chiamato segmentazione. Conseguenti divisioni mitotiche senza accrescimento, ovvero senza le fasi G1 e G2, portano lo zigote a dividersi (segmentarsi) in 2 cellule figlie chiamate blastomeri, poi in 4, in 8, in 16 e così via. Le divisioni possono essere:
- Oloblastiche (totali), che si verificano in quegli organismi il cui uovo ha poco tuorlo e il nutrimento viene fornito dalla madre;
- Meroblastiche (parziali), che invece si verificano in quegli organismi il cui uovo è molto grande e ricco di tuorlo.

| Divisioni oloblastiche | Divisioni meroblastiche                                       |
| --- | ------------------------------------------------------------- |
| - Radiali: echinodermi, anfiossi - Bilaterali: tunicati, anfibi - Spirali: anellidi, molluschi - Rotazionali: nematodi, mammiferi | - Discoidali: pesci, rettili, uccelli - Superficiali: insetti |

Quando l'agglomerato raggiunge le 16 cellule viene chiamato Morula.

### Formazione della blastula
Dopo che la settima divisione ha prodotto 128 cellule, l'embrione prende il nome di Blastula. In questo stadio, l'embrione è composto da una superficie sferica detta blastoderma, e una cavità piena di tuorlo chiamata blastocele.
I mammiferi in questa fase formano una struttura chiamata blastocisti, caratterizzata da una massa cellulare interna che è distinta dalla blastula circostante. Nel topo, le cellule germinali primordiali derivano da uno strato di cellule nella massa cellulare interna della blastocisti (l'epiblasto) come risultato di un'ampia riprogrammazione dell'intero genoma. La riprogrammazione coinvolge la demetilazione globale del DNA e si traduce in totipotenza cellulare.

### Gastrulazione
Il processo che porta la blastula ad essere un embrione triblastico, ossia dotato di 3 foglietti embrionali, è detto gastrulazione. La blastula si trasforma, alza la superficie più esterna (ectoderma) fino a formare un ponte, la cresta neurale, che chiudendosi va a formare il tubo neurale. Questo è il primo abbozzo che poi si svilupperà nella colonna vertebrale e nel midollo spinale che corre al suo interno. La blastula invagina una porzione di ectoderma (che diventerà poi la bocca) fino a collegarla ad un'altra porzione invaginata (l'ano) e formando di fatto un tubo continuo che si svilupperà poi durante l'organogenesi nel tubo digerente. L'intero tubo digerente è ricoperto dall'endoderma. Il mesoderma infine va a formare l'apparato cardiocircolatorio e l'abbozzo del cuore.
La blastula, terminato questo processo viene chiamata Gastrula.

### Somitogenesi
La somitogenesi è il processo mediante il quale vengono prodotti i somiti (segmenti primitivi). Questi blocchi di tessuto segmentato si differenziano in muscolo scheletrico, vertebre e derma di tutti i vertebrati.
La somitogenesi inizia con la formazione di somitomeri che segnano i futuri somiti nel mesoderma. Il mesoderma presomitico dà origine a coppie successive di somiti, di aspetto identico che si differenziano negli stessi tipi di cellule ma le strutture formate dalle cellule variano a seconda della parte antero-posteriore (ad esempio, le vertebre toraciche hanno costole, le vertebre lombari no). I somiti hanno valori posizionali unici lungo questo asse e si pensa che questi siano specificati dai geni omeotici di Hox.
Verso la fine della seconda settimana dopo la fecondazione inizia la segmentazione trasversale del mesoderma parassiale, che viene convertito in una serie di masse ben definite, più o meno cubiche, note anche come somiti, che occupano l'intera lunghezza del tronco su entrambi i lati della linea mediana dalla regione occipitale della testa. Ogni segmento contiene una cavità centrale che, tuttavia, viene presto riempita di cellule angolari a forma di fuso. I somiti giacciono immediatamente sotto l'ectoderma sull'aspetto laterale del tubo neurale e della notocorda e sono collegati al mesoderma laterale dalla massa cellulare intermedia. Quelli del tronco possono essere disposti nei seguenti gruppi, vale a dire: cervicale 8, toracico 12, lombare 5, sacrale 5 e coccigeo da 5 a 8. Quelli della regione occipitale della testa sono generalmente descritti come quattro. Nei mammiferi i somiti della testa possono essere riconosciuti solo nella regione occipitale, ma uno studio dei vertebrati inferiori porta a ritenere che siano presenti anche nella parte anteriore della testa e che complessivamente nove segmenti siano rappresentati nella regione cefalica.

### Organogenesi
Ad un certo punto, dopo che i diversi strati germinali sono stati definiti, inizia l'organogenesi. Il primo stadio nei vertebrati è chiamato neurulazione, dove la placca neurale si piega formando il tubo neurale. Altri organi o strutture comuni che sorgono in questo momento includono il cuore e i somiti (anche sopra), ma da ora in poi l'embriogenesi non segue uno schema comune tra i diversi taxa del regno animale.
Nella maggior parte degli animali l'organogenesi, insieme alla morfogenesi, si traduce in una larva. La schiusa della larva, che deve poi subire metamorfosi, segna la fine dello sviluppo embrionale.